# Тульбагия
Тульбагия (лат. Tulbaghia) — род многолетних травянистых растений подсемейства Луковые (Allioideae) семейства Амариллисовые (Amaryllidaceae), единственный представитель трибы Tulbaghieae.

## Название
Название растения происходит от латинизированной формы имени Рейка Тюльбаха, нидерландского губернатора Капской колонии и друга Карла Линнея, отправившего ему более 200 образцов редких растений.

## Ботаническое описание
Многолетние травянистые корневищные растения. Околоцветник кувшинковидный или цилиндрический с 3 мясистыми придатками у внутренних сегментов. Тычинки срастаются с трубкой околоцветника, пыльники длинные. Рыльце цельное.

## Распространение
Встречается в Южной и тропической Африке.

## Хозяйственное значение и применение
Некоторые виды используются в качестве декоративных садовых растений: наиболее часто выращивают тульбагию душистую (Tulbaghia simmleri), поскольку она, в отличие от других видов рода, не обладает чесночным запахом.

## Список видов
Род Тульбагия включает 26 видов:
- Tulbaghia acutiloba Harv.
- Tulbaghia aequinoctialis Welw. ex Baker
- Tulbaghia alliacea L.f.
- Tulbaghia calcarea Engl. & K.Krause
- Tulbaghia cameronii Baker
- Tulbaghia capensis L.typus[1]
- Tulbaghia cernua Fisch., C.A.Mey. & Avé-Lall.
- Tulbaghia coddii Vosa & R.B.Burb.
- Tulbaghia cominsii Vosa
- Tulbaghia dregeana Kunth
- Tulbaghia friesii Suess.
- Tulbaghia galpinii Schltr.
- Tulbaghia leucantha Baker
- Tulbaghia ludwigiana Harv.
- Tulbaghia luebbertiana Engl. & K.Krause
- Tulbaghia macrocarpa Vosa
- Tulbaghia montana Vosa
- Tulbaghia natalensis Baker
- Tulbaghia nutans Vosa
- Tulbaghia pretoriensis Vosa & Condy
- Tulbaghia rhodesica R.E.Fr.
- Tulbaghia simmleri Beauverd — Тульбагия душистая
- Tulbaghia tenuior K.Krause & Dinter
- Tulbaghia transvaalensis Vosa
- Tulbaghia verdoornia Vosa & R.B.Burb.
- Tulbaghia violacea Harv.